# سمير زازو
 سمير زازو  (1980 الجزائر) هو لاعب كرة قدم جزائري.

## روابط خارجية
- سمير زازو على موقع قاعدة بيانات كرة القدم.إي يو (الإنجليزية)
- سمير زازو على موقع ناشيونال فوتبول تيمز (الإنجليزية)